# Sant Fruitós de Bages
San Fructuoso de Bages (Sant Fruitós de Bages) là một đô thị trong comarca Bages, tỉnh Barcelona, Catalonia, Tây Ban Nha.

## Biến động dân số
- Biến động dân số từ năm 1991 đến năm 2006

| 1991  | 1996  | 1997  | 1998  | 1999  | 2000  | 2001  | 2002  | 2003  | 2004  | 2005  | 2006  |
| ----- | ----- | ----- | ----- | ----- | ----- | ----- | ----- | ----- | ----- | ----- | ----- |
| 4.778 | 5.300 | 5.307 | 5.330 | 5.453 | 5.542 | 5.719 | 6.036 | 6.342 | 6.696 | 6.839 | 7.199 |